# El Porvenir, San Lucas Ojitlán
El Porvenir är en ort i Mexiko.   Den ligger i kommunen San Lucas Ojitlán och delstaten Oaxaca, i den sydöstra delen av landet, 300 km sydost om huvudstaden Mexico City. El Porvenir ligger 99 meter över havet och antalet invånare är 111.
Terrängen runt El Porvenir är platt åt sydväst, men åt nordost är den kuperad. Runt El Porvenir är det ganska glesbefolkat, med 39 invånare per kvadratkilometer. Närmaste större samhälle är Isla Soyaltepec, 17,6 km nordväst om El Porvenir. Omgivningarna runt El Porvenir är en mosaik av jordbruksmark och naturlig växtlighet.